# Рожново (деревня, Москва)
Рожно́во — деревня в Троицком административном округе Москвы (до 1 июля 2012 года была в составе Наро-Фоминского района Московской области). Входит в состав поселения Первомайское.

## Население
| 1859 | 1890 | 1899 | 1926 | 2002 | 2006 | 2010 |
| ---- | ---- | ---- | ---- | ---- | ---- | ---- |
| 64   | ↗76  | ↘63  | ↗71  | ↘25  | ↘5   | ↘0   |

Согласно Всероссийской переписи, в 2002 году в деревне проживало 25 человек (15 мужчин и 10 женщин); преобладающая национальность — русские (84 %). По данным на 2005 год, в деревне проживало 5 человек.

## География
Деревня Рожново находится в северной части Троицкого административного округа, на правом берегу реки Десны примерно в 8 км к северо-западу от центра города Троицка. В 5 км к северу проходит Киевское шоссе М3, в 8 км к юго-востоку — Калужское шоссе А130, в 9 км к юго-западу — Московское малое кольцо А107. Ближайшие населённые пункты — посёлок Птичное и деревня Уварово.

## История
Название деревни, предположительно, связано с некалендарным личным именем Рожон.
В «Списке населённых мест» 1862 года — владельческая деревня 1-го стана Подольского уезда Московской губернии по правую сторону старокалужского тракта, в 24 верстах от уездного города и 25 верстах от становой квартиры, при реке Десне, с 10 дворами и 64 жителями (29 мужчин, 35 женщин).
По данным на 1899 год — деревня Красно-Пахорской волости Подольского уезда с 63 жителями.
В 1913 году — 15 дворов.
По материалам Всесоюзной переписи населения 1926 года — деревня Ширяевского сельсовета Красно-Пахорской волости Подольского уезда в 8,5 км от Калужского шоссе и 10,7 км от станции Апрелевка Киево-Воронежской железной дороги, проживал 71 житель (29 мужчин, 42 женщины), насчитывалось 14 крестьянских хозяйств.
1929—1946 гг. — населённый пункт в составе Красно-Пахорского района Московской области.
1946—1957 гг. — в составе Калининского района Московской области.
1957—1960 гг. — в составе Ленинского района Московской области.
1960—1963, 1965—2012 гг. — в составе Наро-Фоминского района Московской области.
1963—1965 гг. — в составе Звенигородского укрупнённого сельского района Московской области.